# فلوريد الموليبدنوم الخماسي
فلوريد الموليبدنوم الخماسي (أو خماسي بروميد الموليبدنوم) هو مركب كيميائي لاعضوي صيغته MoF5 ويوجد على هيئة صلب أصفر.

## التحضير
يحضر هذا المركب من تفاعل سداسي كربونيل الموليبدنوم مع الفلور عند درجة حرارة مقدارها −78 °س،
{\displaystyle \mathrm {2\ Mo(CO)_{6}+5\ F_{2}\longrightarrow 2\ MoF_{5}+12\ CO} }
بأسلوب آخر يمكن إجراء عملية التحضير من تفاعل فلوريد الموليبدنوم السداسي مع عنصر الموليبدنوم:
{\displaystyle {\ce {Mo + 5 MoF6 ->[T][]6 MoF5}}}

## الخواص
يوجد هذا المركب في الشروط القياسية على هيئة صلب أصفر سهل الاسترطاب، وتتألف وحداته البنيوية من رباعيات.